# Afrički čempres
Afrički čempres (lat. Widdringtonia), biljni rod iz porodice čempresovki kojemu pripada četiri vrste četinjača raširenih po nekim državama na jugu Afrike

## Vrste
1. Widdringtonia cedarbergensis J. A. Marsh
2. Widdringtonia nodiflora (L.) Powrie
3. Widdringtonia schwarzii (Marloth) Mast.
4. Widdringtonia whytei Rendle